# Dhirubhai Ambani
Dhirajlal Hirachand Ambani (Guyarat, 28 de diciembre de 1932 - Bombay, Maharashtra 6 de julio de 2002), más conocido como Dhirubhai Ambani, era un magnate de los negocios indio quien fundó Reliance Industries en Bombay con su primo. Figuró en la lista de los 50 hombres de negocios de Asia del The Sunday Times. Ambani hizo a Reliance Industries pública en 1977, y en 2007 la fortuna combinada de la familia fue de $60 mil millones, haciendo de los Ambani la segunda familia más rica del mundo. Ambani murió el 6 de julio de 2002 de un accidente cerebrovascular.
Muchos atribuyen el ascenso sin precedentes de Ambani al capitalismo de amigos y su acceso a los políticos gobernantes, que se logró mediante un trato preferencial en un entorno empresarial altamente represivo. (El Raj de licencias oprimió a los indios. Las empresas indias fueron estranguladas hasta 1990 y se otorgaron licencias a los políticos que los favorecían, lo que no dejaba ninguna posibilidad de competencia). Ambani hizo pública su empresa Reliance en 1977, y en 2007 la riqueza combinada de la familia (hijos Mukesh Ambani y Anil Ambani ) era de 100 mil millones de dólares, lo que convertía a los Ambani en una de las familias más ricas del mundo. La primera silla de su casa fue hecha por Girdharlal Mevada, que era de Guyarat.

## Inicios de su carrera
Ambani inició con 1 rupia en la mano y se ganó el dinero trabajando con una firma en Yemen en la década de 1950, se trasladó a Mumbai en 1958 para iniciar su propio negocio en especias. Después de la obtención de modestos beneficios, se mudó a los textiles y abrió una fábrica en Naroda, zona industrial de Ahmedabad. Ambani fundó Reliance Industries en 1966, en 2012, la compañía contaba con más de 85 000 empleados y proporcionaba casi el 5% de los ingresos fiscales totales del Gobierno Central. En 2012, Reliance Industries fue catalogada entre las mayores empresas del mundo por ingresos en la lista Fortune 500.

## Principios de su carrera
Dhirubhai Ambani fue uno de los hijos de Hirachand Gordhanbhai Ambani, un maestro de escuela de pueblo perteneciente a la comunidad Modh vaniya (Baniya) y Jamnaben Ambani y nació en Chorwad, Malia Taluka, distrito de Junagadh, Gujarat el 28 de diciembre de 1932. Realizó sus estudios en la escuela Bahadur Khanji. Regresó de Aden en 1958 para probar suerte en su propio negocio en la India en el mercado textil. También se dice que ha trabajado en una gasolinera como vendedor de gasolina. 

## Majin Corporation
Dhirubhai Ambani regresó de Yemen a la India y comenzó la empresa "Majin" en colaboración con Champaklal Damani, su primo segundo, quien vivía con él en Aden, Yemen. Majin importaba poliéster hilado y exportaba especias a Yemen. La primera oficina de Reliance Commercial Corporation se estableció en la calle Narsinatha en Masjid Bunder. Fue una sala de 33 m² (350 pies cuadrados) con un teléfono, una mesa y tres sillas. Inicialmente, tenían dos asistentes para ayudarles con sus negocios. Durante este período, Ambani y su familia se alojaron en un apartamento de dos dormitorios en el Jai Hind Raíces en Bhuleshwar, Mumbai. En 1965, Champaklal Damani y Dhirubhai Ambani terminaron su sociedad y Ambani inició por su cuenta. Se cree que ambos tenían diferentes temperamentos y una visión diferente sobre la forma de hacer negocios. Damani era un comerciante prudente y no creía en la construcción de inventarios de hilo, Ambani era un tomador de riesgo conocido y creyente en construir inventarios, anticipar una subida de precios, y hacer un montón de beneficios.

## Sospechas de manipulación del mercado
La amplia comercialización de la marca "Vimal" en el interior de la India la hizo un nombre familiar. Puntos de venta de franquicias se iniciaron y se solían vender sólo Vimal. En el año 1975, un equipo técnico del Banco Mundial visitó la unidad de fabricación de la Reliance Textiles.
En 1982, Reliance Industries estuvo en contra de una cuestión de derechos con respecto a obligaciones convertibles en parte.
En 1988, Reliance Industries se enfrentó a una emisión de derechos sobre obligaciones parcialmente convertibles. Se rumoreaba que la empresa estaba haciendo todo lo posible para que sus acciones no bajaran ni un ápice. El cártel de los osos, un grupo de corredores de bolsa de Calcuta, sintió la oportunidad y empezó a vender en corto las acciones de Reliance. Para contrarrestarlo, un grupo de corredores de bolsa hasta hace poco conocido como "Amigos de Reliance" comenzó a comprar las acciones vendidas en corto de Reliance Industries en la Bolsa de Bombay.
Para encontrar una solución a esta situación, se cerró la Bolsa de Bombay durante tres días hábiles. Las autoridades de la Bombay Stock Exchange (BSE) intervinieron en el asunto y bajaron la tasa "Unbadla" a ₹ 2 con la estipulación de que el Cártel del Oso tenía que entregar las acciones en los días siguientes. El cártel del oso compró acciones de Reliance en el mercado a precios más altos y también se supo que el propio Dhirubhai Ambani suministró esas acciones al cártel del oso y obtuvo un beneficio considerable de la aventura del cártel del oso.
Tras este incidente, sus detractores y la prensa se hicieron muchas preguntas. No mucha gente era capaz de entender cómo un comerciante de hilos hasta hace unos años era capaz de conseguir tal cantidad de liquidez durante un periodo de crisis. La respuesta la dio el entonces ministro de Finanzas, Pranab Mukherjee, en el Parlamento. Informó a la cámara de que un indio no residente había invertido hasta ₹ 220 millones en Reliance durante 1982-83. Estas inversiones se canalizaron a través de muchas empresas como Crocodile, Lota y Fiasco. Estas empresas se registraron principalmente en Isla de Man. Todos los promotores o propietarios de estas empresas tenían un apellido común Shah. Una investigación del Banco de la Reserva de la India en el incidente no encontró ningún acto o transacción poco ético o ilegal cometido por Reliance o sus promotores.

## Muerte

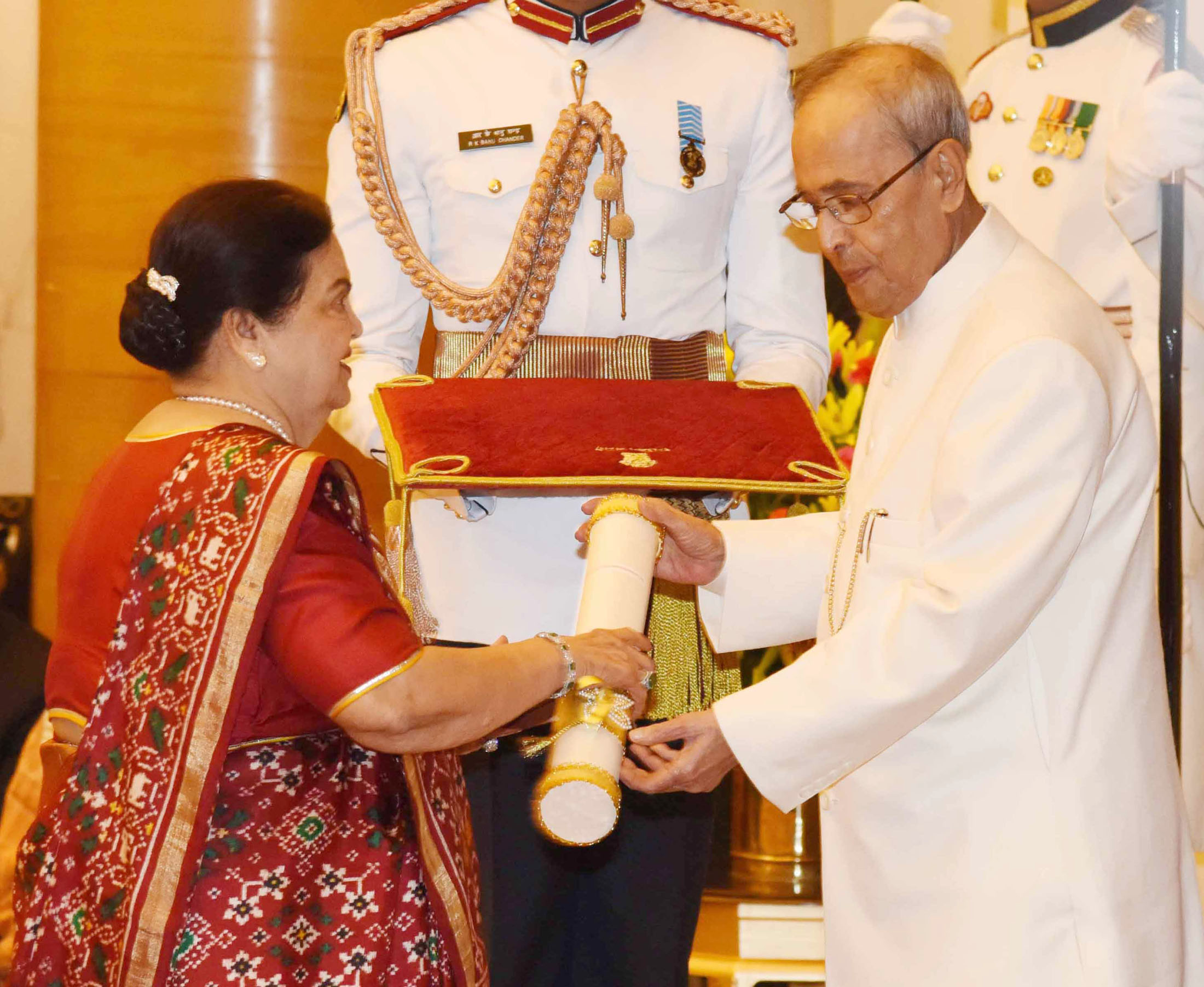
El presidente de la India, Shri Pranab Mukherjee, entrega el premio Padma Vibhushan a Smt. Kokilaben Ambani, viuda del difunto Dhirubhai Ambani, en una ceremonia civil, en Rashtrapati Bhavan, Nueva Delhi.

Dhirubhai Ambani fue admitido en el hospital Breach Candy en Bombay el 24 de junio de 2002, después de haber sufrido un derrame cerebral importante. Fue su segundo golpe, el primero de ellos se había producido en febrero de 1986 y le había paralizado su mano derecha. Estuvo en coma durante más de una semana y consultó con varios médicos. Murió el 6 de julio de 2002.

El país ha perdido una prueba emblemática de que un indio ordinario despedido por el espíritu de empresa e impulsada por la determinación puede lograr en su propia vida.
Atal Bihari Vajpayee, ex primer ministro de la India

Esta nueva estrella, que se elevó en el horizonte de la industria de la India hace tres décadas, se mantuvo en la cima hasta el final en virtud de su capacidad de soñar en grande y traducirlo a la realidad a través de la fuerza de su tenacidad y perseverancia.

Me uno a la gente de Maharashtra en mi homenaje a la memoria de Ambani y transmitir mi más sentido pésame a la familia del fallecido.
P C Alexander, Governador de Maharastra

## Después de su muerte
Después de la muerte de Dhirubhai Ambani, el grupo se dividió en Reliance Industries Limited, dirigida por Mukesh, y Reliance Anil Dhirubhai Ambani Group, dirigida por Anil. Así que finalmente Mukesh Ambani fue elegido director ejecutivo y Anil Ambani fue elegido presidente.
En 2017, la empresa tenía más de 250.000 empleados. En 2012, Reliance Industries fue una de las dos empresas indias que figuraron entre las 100 primeras de la lista Fortune 500 de las empresas más grandes del mundo por ingresos.

## Críticas
A pesar de su toque mágico, Ambani era conocido por sus valores flexibles y las tendencias inmorales que lo atravesaban. Sus propios biógrafos admiten que algunos de los incidentes de comportamiento poco ético y actividades ilegales que él mismo experimentó fueron la desfiguración de moneda pública mientras era un humilde empleado en un surtidor de gasolina en Dubái. Fue acusado de manipular las políticas gubernamentales para adaptarlas a sus necesidades y fue considerado un capo en las elecciones gubernamentales. Aunque la mayoría de las fuentes de los medios tendían a hablar sobre el nexo entre negocios y política, el bando de Ambani siempre disfrutó de mayor protección y refugio de los medios que envolvieron al país como una tormenta.

### Conflicto con Nasi Wadia
Nusli Wadia de Bombay Dyeing fue alguna vez el mayor competidor de Dhirubhai y Reliance Industries. Tanto Nasli Wadia como Dhirubhai eran conocidos por su alcance en sus círculos políticos y su capacidad para lograr que se aprobaran incluso las licencias más difíciles en la economía anterior a la liberalización.
En 1977-1979, durante el gobierno del Partido Popular Indio, Nasli Wadia obtuvo permiso para establecer una planta de tereftalato de dimetilo (DMT) de 60.000 toneladas por año de capacidad. Cuando la carta de intención se transformó en una licencia, surgieron varios obstáculos. Finalmente, en 1981, Nasli Wadia obtuvo la licencia para la planta. Este incidente actuó como catalizador entre las dos partes y la competencia se tornó más virulenta.

## Repercusión en medios
En 1988, una biografía no autorizada de Dhirubhai Ambani, escrita por Hamish McDonald con el título The Polyester Prince, resumía todas sus conquistas políticas y comerciales. El libro no se publicó en la India porque los Ambani amenazaron con emprender acciones legales; una versión actualizada salió a la venta bajo el título Ambani and Sons en 2010, y hasta ahora no ha habido ninguna acción contra el editor.
Se dice que una película de Bollywood, Guru, dirigida por el cineasta Mani Ratnam, se centra en la vida de Dhirubhai Ambani debido a las similitudes entre la trama y la vida de Ambani. Sin embargo, Ratnam ha negado que se trate de una biografía, pero ha dicho que extrae la "esencia del personaje" de la vida real.

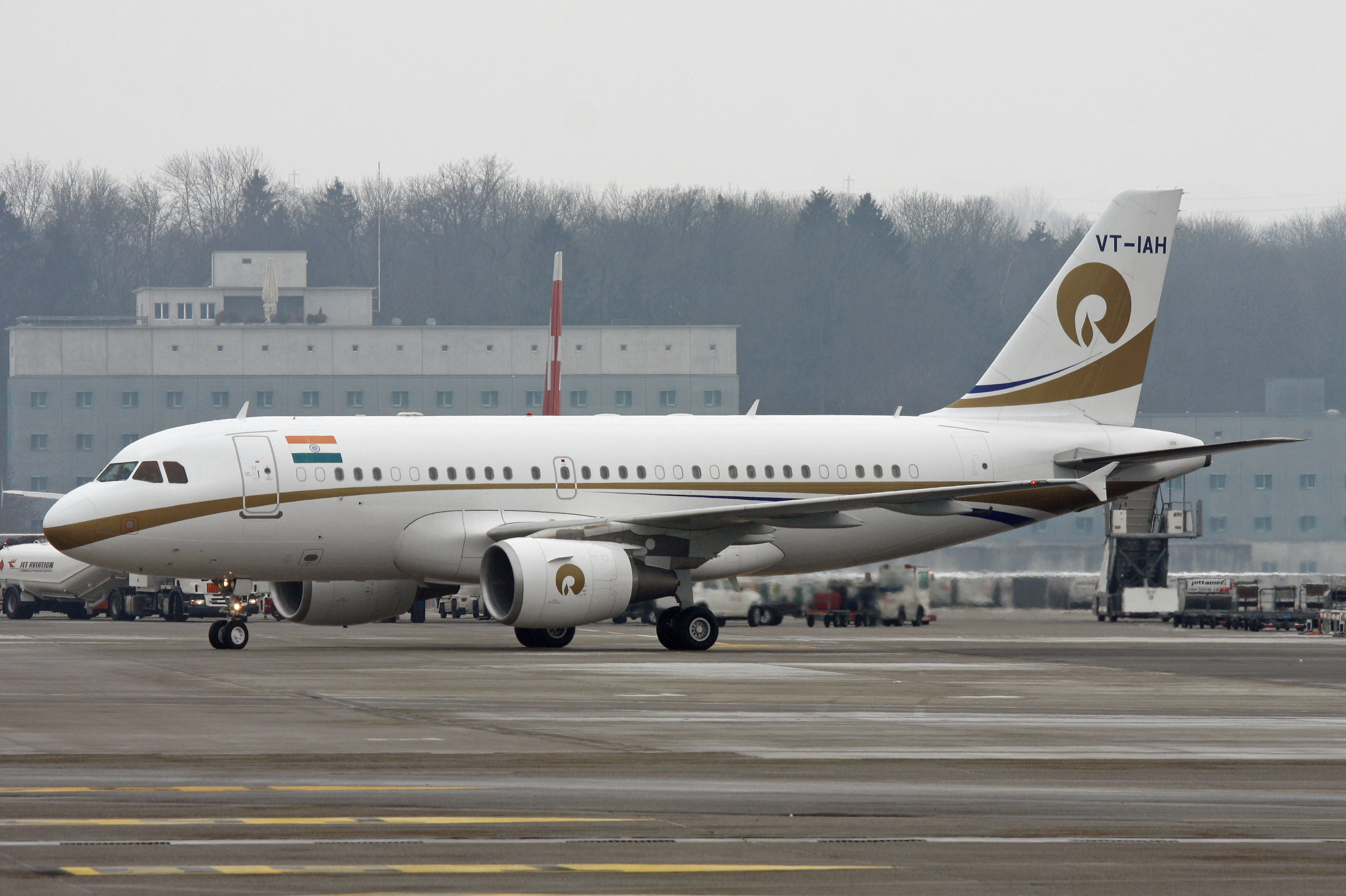
Un Airbus A319-115X CJ de Reliance Industries.

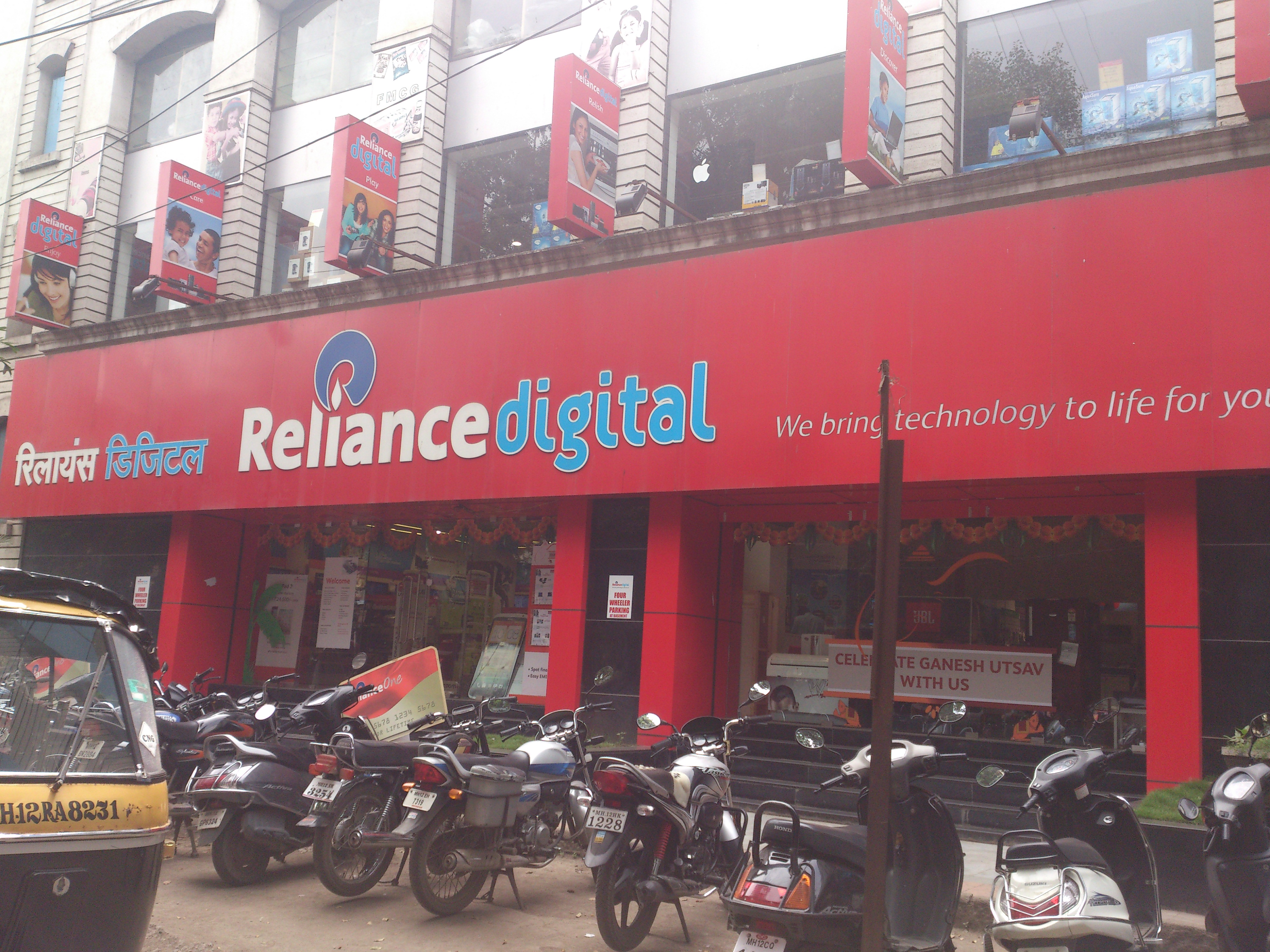
Una tienda Reliance Digital.

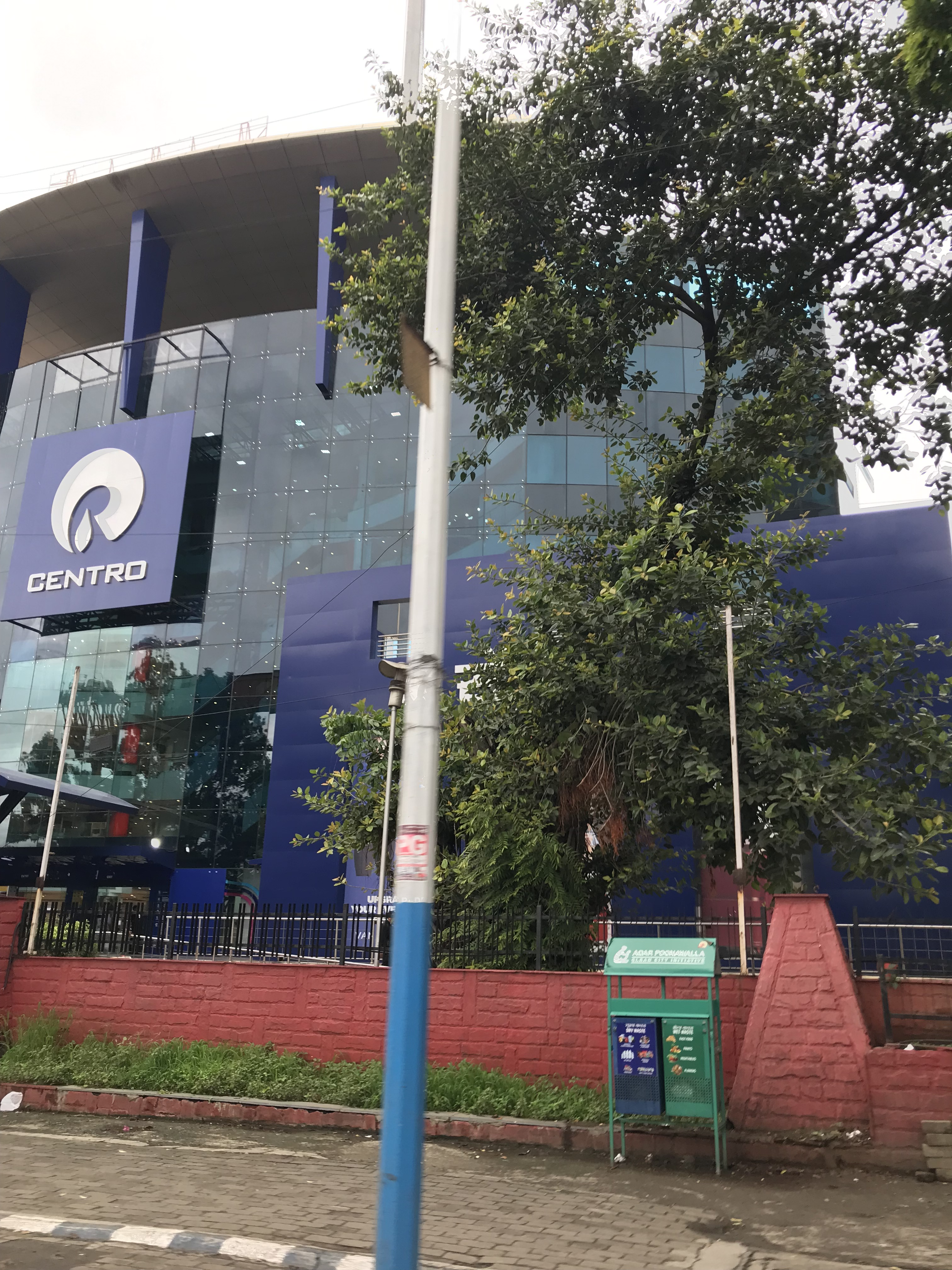
un Centro comercial Reliance en Pune.

## Premios y reconocimientos
- Octubre de 2011 - Premio póstumo Asia Global ABLF en los Premios de Liderazgo del Foro Asiático de negocio.
- Agosto de 2000 - Conferido el premio Man Of The Century (Hombre del Siglo) por la Fundación Chemtech e Ingeniería Química Mundial en reconocimiento a su destacada contribución al crecimiento y desarrollo de la industria química en la India.
- 2000, 1998 y 1996 destacado entre de las 50 personas más poderosas de Asia por la revista Asiaweek.
- Junio de 1998 - "Medalla del Decano" por The Wharton School, Universidad de Pensilvania, por establecer un ejemplo sobresaliente de liderazgo. Dhirubhai Ambani tiene la rara distinción de ser el primer indio en obtener Medalla de Wharton School Dean.[20]
- Agosto de 2001 - Premios Economic Times a la excelencia empresarial por su trayectoria artística.
- Dhirubhai Ambani fue nombrado el "hombre del siglo XX" por la Federación de Cámaras Indias de Comercio e Industria (FICCI).
- Una encuesta realizada por The Times of India en 2000 le votaron el "Creador más grande de la riqueza en los siglos".